# Астрагал сетчатый
Астрага́л се́тчатый (лат. Astragālus reticulātus) — вид рода Астрагал (Astragalus) семейства Бобовые (Fabaceae).

## Ареал и среда обитания
Поволжско-казахстанский вид. Произрастает в степях и пустынях от низовий Волги до Прибалхашья, в России и Казахстане.
Как правило, растёт по сухим глинистым склонам в местах выхода гипсоносных глин  палеогена.

## Описание
Однолетнее травянистое растение высотой от 5 до 20 см.
Стебли ветвистые, слабо прижато-опушённые, почти голые. Прилистники свободные, ланцетные или яйцевидные. Листочки 5—8-парные, удлинённые, выемчатые на верхушке, сверху голые, снизу слабоопушённые.
Кисти 4—6-цветковые. Цветоносы не длиннее листьев. Чашечка колокольчатая, длиной 2—2,5 мм, бело- и (или) чёрно-волосистая с треугольно-ланцетными зубцами, 0,5—1 мм длиной. Венчик беловатый, с флагом, около 5 мм длиной, более короткими крыльями и лодочкой.
Плод — боб. Бобы сидячие, линейные, дугообразно согнутые, голые, тонкокожистые, поперёк сетчато-морщинистые. Цветение в первой половине мая, размножение исключительно семенное.

## Охрана
Включён в Красную книгу Волгоградской области